# Ferdinand Bublay
Ferdinand Friedrich Wilhelm Bublay (25. června 1855 Milán – 6. prosince 1923 Schwanenstadt) byl rakousko-uherský admirál. Jako absolvent námořní akademie sloužil u c. k. námořnictva od roku 1875. Absolvoval několik zaoceánských cest a dvakrát dlouhodobě pobýval ve východní Asii (1895–1897, 1905–1907). Postupoval v hodnostech a byl velitelem několika bitevních lodí. V roce 1910 byl povýšen na kontradmirála a v závěru aktivní kariéry byl zástupcem velitele námořní základny v Pule, v roce 1911 odešel do výslužby.

## Životopis

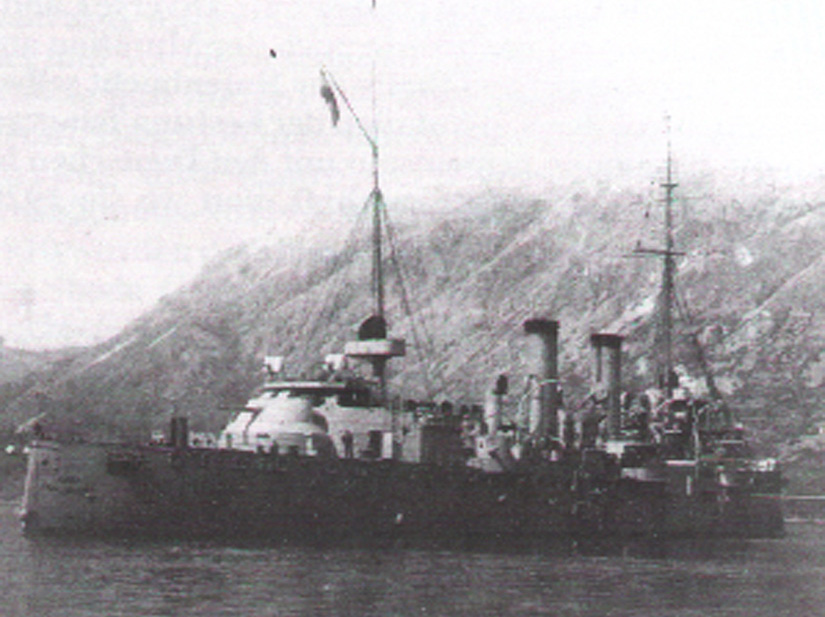
Křižník SMS Franz Joseph I., vlajková loď Ferdinanda Bublaye v letech 1905–1907 na Dálném východě

Byl synem c. k. válečného komisaře Ferdinanda Bublaye, matka Clotilde, rozená Cernizza, pocházela z vlivné patricijské rodiny ze Zadaru. Po absolvování reálky ve Štýrském Hradci pokračoval v letech 1870–1875 studiem na C. k. námořní akademii v Rijece a v roce 1875 vstoupil jako kadet k námořnictvu. Vystřídal službu na různých lodích a doplnil si vzdělání u Hydrografického úřadu v Pule. V roce 1879 získal hodnost praporčíka a poté sloužil u jednotek námořní pěchoty nebo u výstrojního skladu v Pule. Několik let strávil také u Geografického úřadu v Terstu a postupoval v hodnostech (poručík II. třídy 1886, poručík I. třídy 1890). Na admirálské jachtě SMS Greif byl členem štábu eskadry (1887) a v letech 1887–1889 byl důstojníkem na cvičné lodi SMS Schwarzenberg. V letech 1891–1895 byl přidělen k operační kanceláři námořní sekce na ministerstvu války ve Vídni, kde měl na starost odbor mobilizace. Mezitím byl také prvním důstojníkem na lodích různého typu a pod samostatné velení získal několik torpédových člunů.
Jako první důstojník se na dělovém člunu SMS Albatros pod velením Josefa Maulera zúčastnil dvouleté expedice do oblasti Melanésie (1895–1897). Tato výprava sledovala vědecké i ekonomické cíle, při pokusech o objevení nalezišť drahých kovů na Šalamounových ostrovech došlo ke konfliktům s domorodci a smrti několika rakouských námořníků. V roce 1897 strávil tři měsíce v nemocnici v Sydney a po návratu do Evropy byl prvním důstojníkem na obrněné lodi SMS Kaiser Max (1897–1899). K datu 1. listopadu 1898 byl povýšen na korvetního kapitána a krátce byl velitelem admirálské jachty SMS Fantasie, poté byl přidělen k Námořnímu technickému výboru (1899–1901) a sborovému námořímu velitelství v Pule (1901–1902). Mezitím byl povýšen na fregatního kapitána (1. listopadu 1901)  a v letech 1902–1905 byl velitelem cvičné lodi SMS Schwarzenberg.
V letech 1905–1907 byl velitelem křižníku SMS Kaiser Franz Joseph I., který byl určen jako staniční loď rakousko-uherského námořnictva pro Dálný východ. Během pobytu ve východní Asii křižník kotvil v Číně, Indii, ale také v japonských přístavech Yokohama a Nagasaki. V Šanghaji byl z posádky lodi vyčleněn vojenský oddíl pro ochranu rakousko-uherského konzulátu. Loď zůstala v Asii do roku 1908, ale na jaře 1907 její velení převzal Wilhelm Pacher, zatímco Bublay se vrátil do Evropy již s hodností kapitána řadové lodi (1. května 1906).

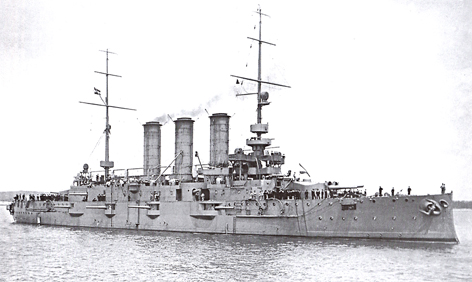
Bitevní loď SMS Erzherzog Karl, vlajková loď Ferdinanda Bublaye v letech 1908–1909

Do Evropy se vrátil na palubě křižníku SMS Szigetvár a v letech 1907–1908 byl zástupcem velitele arzenálu v Pule. V letech 1908–1909 byl velitelem bitevní lodi SMS Erzherzog Karl jako vlajkové lodi I. eskadry Antona Hause. K datu 1. května 1910 byl povýšen na kontradmirála a v letech 1910–1911 byl ředitelem Námořního kontrolního úřadu (Marine-Kontroll-Amt) ve Vídni. Nakonec byl v roce 1911 půl roku zástupcem velitele sborového námořního velitelství v Pule a k datu 1. října 1911 byl penzionován.
Po odchodu do výslužby zůstal aktivní jako člen Rakouské společnosti pro podporu lodní dopravy (Österreichischer Flottenverein). Původně žil v soukromí ve Štýrském Hradci, v roce 1919 se přestěhoval do Schwanenstadtu v Horním Rakousku, kde zemřel 6. prosince 1923 ve věku 68 let v důsledku kornatění tepen.
V roce 1884 se ve Štýrském Hradci oženil s Katharinou Schenturovou (1861–1928). Z manželství se narodily tři děti. Syn Hermann (1885–1967) sloužil u c. k. námořnictva a za první světové války dosáhl hodnosti korvetního kapitána. Dcery Elfriede a Erika se provdaly za námořní důstojníky. 

## Řády a vyznamenání
Během služby u námořnictva získal několik ocenění v Rakousku-Uhersku i v zahraničí.

### Rakousko-Uhersko
- Válečná medaile (1879)
- Vojenský záslužný kříž (1895)
- Vojenská záslužná medaile (1896)
- Jubilejní pamětní medaile (1898)
- Služební odznak pro důstojníky III. třídy (1900)
- Vojenský jubilejní kříž (1908)
- Řád železné koruny III. třídy (1911)

### Zahraničí
- Řád červené orlice II. třídy (Německo)